# Amadeo Aba

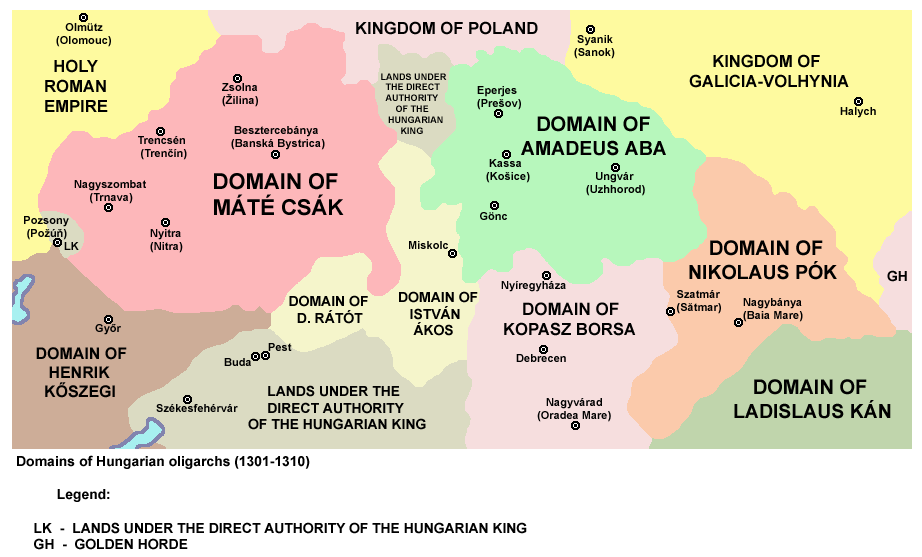
Oligarcas del en el Reino de Hungría

Amadeo Aba (en húngaro: Aba Amadé) (1240? – Kassa, 5 de septiembre de 1311) fue un noble húngaro del siglo XIII. Ocupó el cargo de juez del reino y de Nádor de Hungría. 

## Biografía
Amadeo era hijo del ispán David Aba. Entre sus hermanos destacaban Finta Aba, Pedro Aba y una hermana de nombre desconocido.  Solamente se sabe de sus descendientes, que Amadeo tuvo seis hijos y una hija, todos de nombre desconocido. A finales del siglo XIII y a comienzos del siglo XIV, Amadeo era uno de los nobles más poderosos del Reino de Hungría, quien gobernó enormes territorios al noreste del país. Primero en 1278 tuvo cierto protagonismo en la segunda batalla de Morvamező como vasallo del rey Ladislao IV de Hungría y desde 1280 luchó aguerridamente contra los cumanos invasores. Entre 1283 y 1285 fue nombrado juez del reino, y entre 1285 y 1301 portó el título de Nádor de Hungría en seis ocasiones. Igualmente por sus méritos recibió la fortaleza de Ung en 1288. Entre 1301 y 1310, puesto que el trono estaba vacante tras la muerte del rey Andrés III de Hungría, muchos nobles usaron el título de nádor al mismo tiempo, y gobernaron en diferentes regiones al mismo tiempo, entre ellos Amadeo Aba. Siempre apoyó a Andrés III hasta su muerte, probando ser uno de los vasallos más fieles del monarca.
Tras la muerte de Andrés III, mientras una serie de nobles se disputaban el trono, Amadeo formó un territorio político-administrativo independiente con sus propiedades. No apoyó a ninguno de los pretendientes al trono húngaro: ni a Wenceslao III de Bohemia, ni a Otón III Duque de Baviera, ni a Carlos Roberto Anjou-Sicilia. Amadeo mantuvo su corte en Gönc y en Vizsoly, donde gobernó con privilegios reales sobre sus súbditos. En 1304 se declaró vasallo de Carlos Roberto Anjou, tras lo cual firmó una alianza con él en Bratislava junto al duque de Estiria Rodolfo III de Habsburgo contra el partido del muy joven rey Wenceslao de Hungría. En 1307 Amadeo tomó parte como nádor en la asamblea de Rákos, donde Carlos Roberto Anjou fue reconocido finalmente como rey de Hungría. De esta forma tuvo parte en 1308 en la elección del rey y en la coronación de 1309. En 1310 negoció en la ciudad de Szeged con el noble húngaro Ladislao Kán, voivoda de Transilvania, la devolución de la Santa Corona Húngara que se hallaba en su poder.
Amadeo también intervino en las guerras de sucesión por el trono polaco. Fue entonces cuando en 1311 fue asesinado por sajones durante un ataque perpetrado a la ciudad de Kassa. Tras su muerte, los hijos de Amadeo se alzaron contra el rey Carlos Roberto aliándose con el noble Mateo Csák. Sin embargo, todos fueron derrotados en 1312 en la batalla de Rozgony. 
Su hija fue tomada como esposa por el beato Mauricio Csák.